# Palaminy
Palaminy település Franciaországban, Haute-Garonne megyében. Lakosainak száma 772 fő (2022. január 1.). Palaminy Mondavezan, Cazères, Martres-Tolosane, Mauran, Montclar-de-Comminges, Plagne és Saint-Michel községekkel határos.

## Népesség
A település népességének változása:
| Lakosok száma | 534  | 585  | 632  | 764  | 811  | 799  | 808  | 814  | 814  | 772  |
|               | 1968 | 1982 | 1990 | 2006 | 2013 | 2015 | 2017 | 2019 | 2020 | 2022 |